# Georg zu Münster

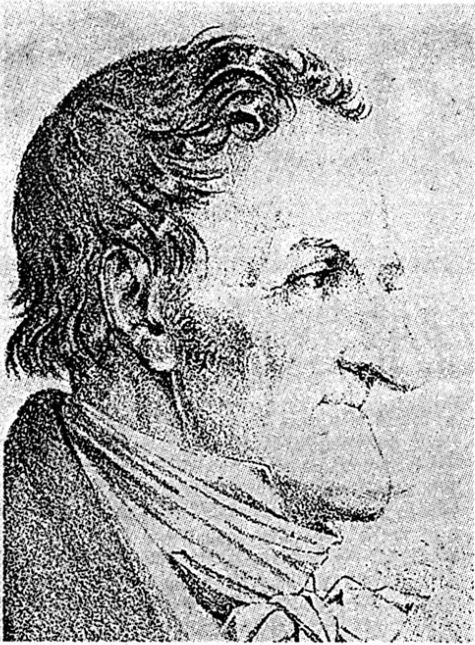
Georg Graf zu Münster, Altersbildnis

Georg Graf zu Münster, mit vollem Namen Georg Ludwig Friedrich Wilhelm Graf zu Münster, (geboren am 17. Februar 1776 auf Gut Langelage (Bohmte); gestorben am 23. Dezember 1844 in Bayreuth) war ein Pionier der Paläontologie.

## Herkunft
Georg Graf zu Münster gehörte zum westfälischen Adelsgeschlecht Münster. Seine Eltern waren der hannoverische Oberlandesmarschall Ludwig zu Münster (1750–1790) und dessen Ehefrau Charlotte von Münchhausen (1755–1830), eine Tochter des Landdrosten von Harburg und Botanikers Otto von Münchhausen (1716–1774).

## Leben

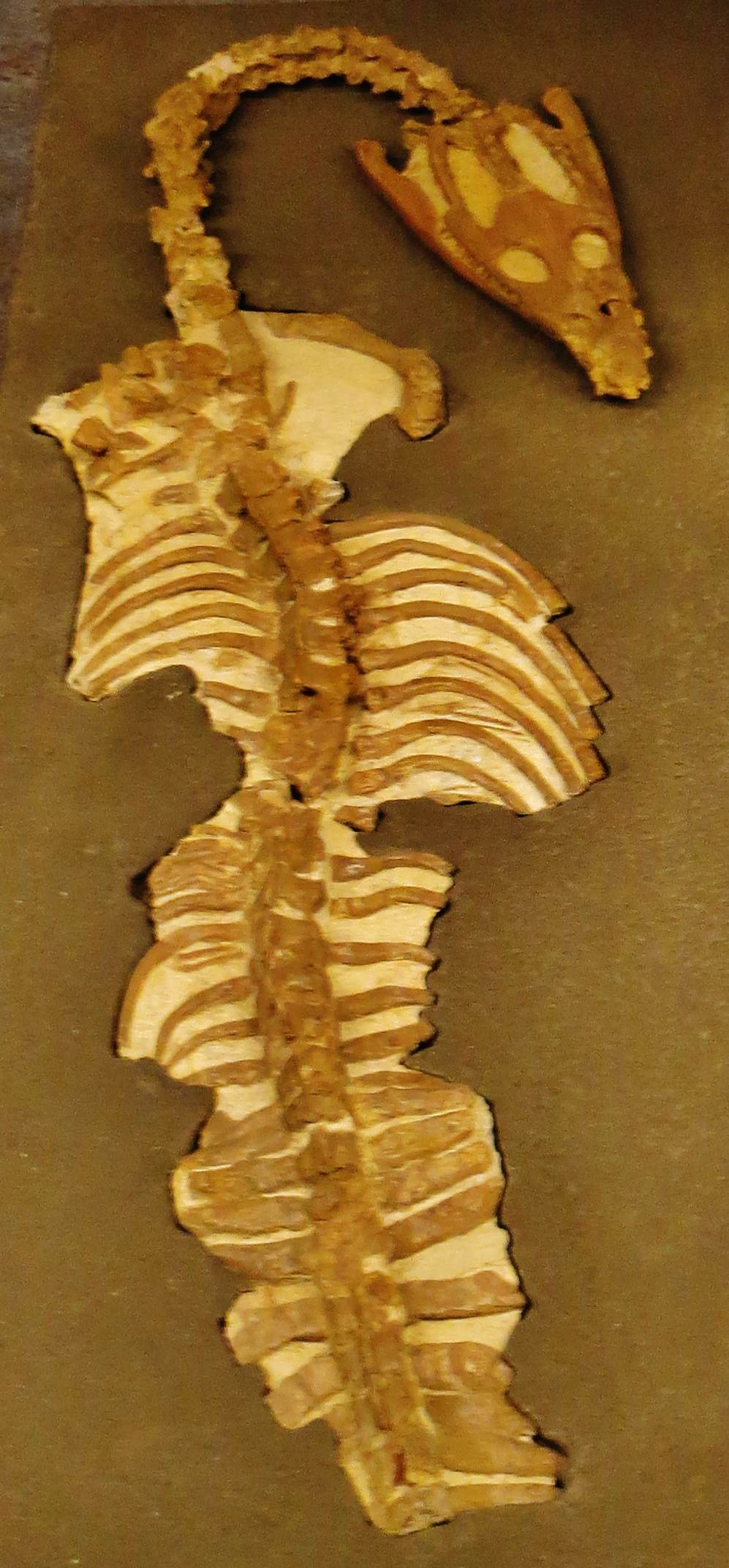
Skelett eines Nothosaurus mirabilis im Staatlichen Museum für Naturkunde Karlsruhe

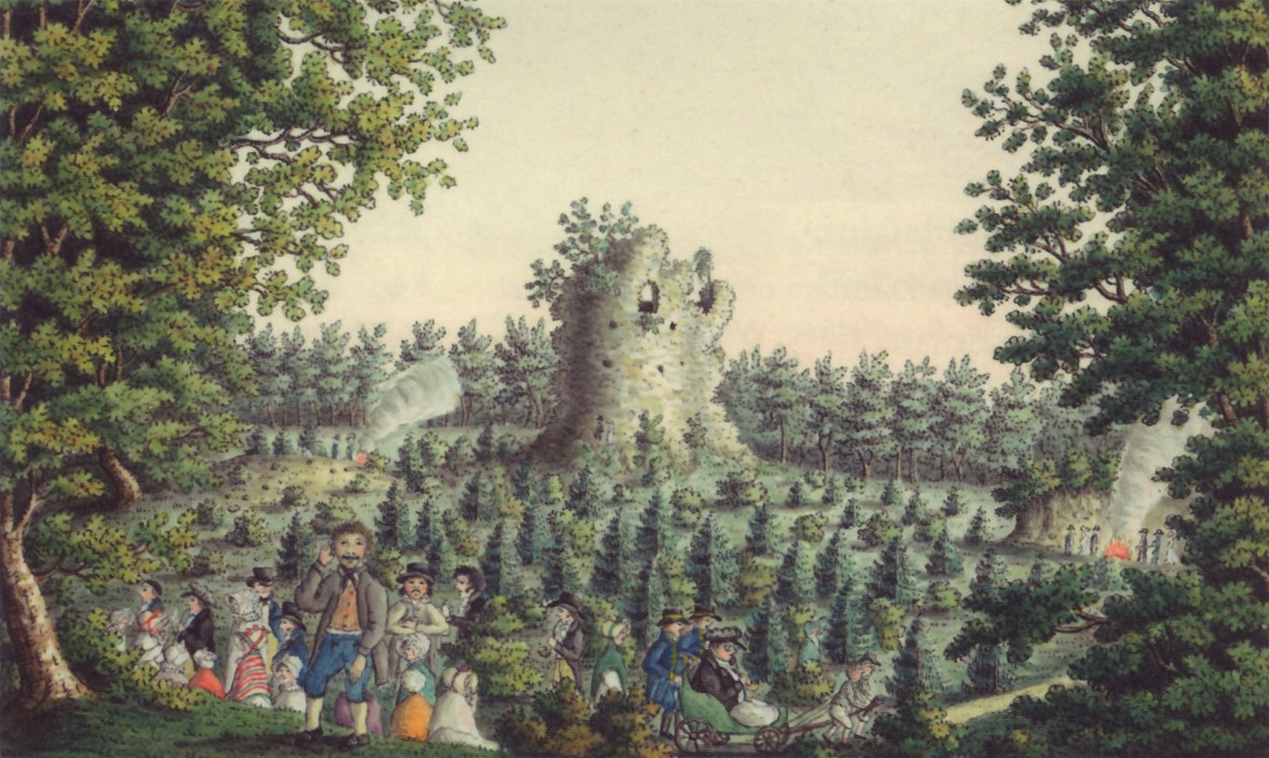
Ausflügler auf der Iburg, Aquarell von Georg zu Münster um 1800

Zu Münster kam als preußischer Beamter im Jahr 1800 in das Hohenzollerische Ansbach, wo er in der Verwaltung der Provinz Brandenburg-Ansbach als Assessor tätig war. Als jene 1805 an das Herzogtum Bayern fiel, nutzte er die Option, seinen Dienst in der preußischen Provinz Brandenburg-Bayreuth fortzusetzen. Bayreuth gehörte ab 1806 zu Frankreich, die preußische Verwaltung blieb indes bestehen. Am 30. Juni 1810 übergab die französische Armee das ehemalige Fürstentum an das mittlerweile zum Königreich aufgestiegene Bayern, das es für 15 Millionen Franc von Napoleon Bonaparte gekauft hatte. Zu Münster trat in bayerische Dienste über und wurde bayerischer Kammerherr und Regierungsdirektor in der Kammer der Finanzen des neu gebildeten Obermainkreises.
Ferdinand von Andrian-Werburg, Regierungskommissär des Obermainkreises und zu Münsters Vorgesetzter, hatte großes Verständnis für dessen wissenschaftliche Bestrebungen. Er hatte seine Bedeutung für die damals entstehend paläontologische Forschung erkannt und dürfte ihm die erforderliche Zeit eingeräumt haben. In seiner Freizeit und auf Reisen sammelte zu Münster zahlreiche Fossilien und fertigte Zeichnungen davon an. Diese wurden von August Goldfuß („Petrefacta Germaniae“) und Carl Friedrich Wilhelm Braun („Beiträge zur Urgeschichte der Pflanzen“) veröffentlicht.
1834 wurde zu Münster von einem Steinhauer in einen Steinbruch am nahe bei Bayreuth gelegenen Oschenberg geholt, nachdem dieser dort große Knochen gefunden hatte. Im dortigen Muschelkalk gelang zu Münster der erste fast vollständig erhaltene Saurierfund auf dem europäischen Festland. Er nannte das „wunderbare Reptil“ Nothosaurus mirabilis, wundersame Bastardechse. Am Oschenberg entdeckte er auch zahlreiche Zähne und den Oberkiefer des Pflasterzahnsauriers Placodus gigas, den er – wie auch andere Paläontologen seiner Zeit – wegen der Unvollständigkeit des Skeletts indes als eine ausgestorbene Fischart einordnete.
Die Privatsammlung zu Münsters wurde in ganz Europa berühmt und zog viele Paläontologen nach Bayreuth. Louis Agassiz und Georges Cuvier suchten ihn in Bayreuth auf, wo er ihnen Funde zur Verfügung stellte. Er war mit Jean Paul befreundet, schrieb Gedichte und gestaltete Bühnenbilder für Theaterstücke in der Gesellschaft „Harmonie“. Das wohl schönste und bekannteste seiner Gedichte ist „Die Kirche der Natur“, eine Ode an die Schönheit des Waldes.

## Ehrungen
Im Jahr 1832 wurde zu Münster zum Mitglied der Deutschen Akademie der Naturforscher Leopoldina gewählt. 1837 wurde er Ehrenmitglied der Preußischen Akademie der Wissenschaften.
Am 14. März 1966 erhielt die Oberrealschule Bayreuth aufgrund der Umbenennung aller höheren bayerischen Lehranstalten die Bezeichnung „Gymnasium“ und heißt seitdem Graf-Münster-Gymnasium.

## Trivia
Im Mai 1812 meldete sich ein Kurier Napoleon Bonapartes in zu Münsters Dienstsitz in der Kanzleistraße. Auf seinem Russlandfeldzug beabsichtigte der französische Kaiser, die Nacht vom 15. auf den 16. Mai 1812 im Neuen Schloss zu verbringen, und der Beamte sollte dafür sorgen, dass jenem dort nicht die Weiße Frau begegne. Trotz aller Vorsichtsmaßnahmen wurde Napoleon in jener Nacht jedoch von dem Gespenst aus dem Schlaf gerissen. Am 3. August 1813, bei einem erneuten Aufenthalt Napoleons in Bayreuth, wurden daher Vorbereitungen für dessen Übernachtung im Alten Schloss getroffen; jener zog es aber vor, vorsichtshalber nicht in der Stadt zu bleiben.

## Schriften
- Über einige ausgezeichnete fossile Fischzähne aus dem Muschelkalk bei Bayreuth, S. 1–4, 1 Steindrucktafel, F. C. Birner, Bayreuth 1830.
- Vorläufige Nachricht über einige neue Reptilien im Muschelkalke von Baiern. In: Neues Jahrbuch für Mineralogie, Geognosie, Geologie und Petrefaktenkunde, Stuttgart 1834, S. 521–527
- Über das Kalkmergel-Lager von St. Cassian in Tyrol und die darin vorkommenden Ceratiten. In: Neues Jahrbuch für Mineralogie, Geognosie, Geologie und Petrefaktenkunde, Stuttgart 1834, S. 1–15, Tafel I–II.
- Beiträge zur Petrefacten-Kunde, Buchner, Bayreuth 1839
- Beschreibung und Abbildung der in den Kalkmergelschichten von St. Cassian gefundenen Versteinerungen. In: Beiträge zur Petrefacten-Kunde, Heft 4. Buchner, Bayreuth 1841, S. 25–152 und Tafeln. (Digitalisat)
- Asterias Weissmanni. In: Beiträge zur Petrefacten-Kunde, Heft 6, Bayreuth 1843, S. 78, Taf. II, Fig. 4. (Digitalisat)